# Dimorphinoctua pilifera
Dimorphinoctua pilifera är en fjärilsart som beskrevs av Walker 1856. Dimorphinoctua pilifera ingår i släktet Dimorphinoctua och familjen nattflyn. Inga underarter finns listade i Catalogue of Life.